# Praia de Carnota

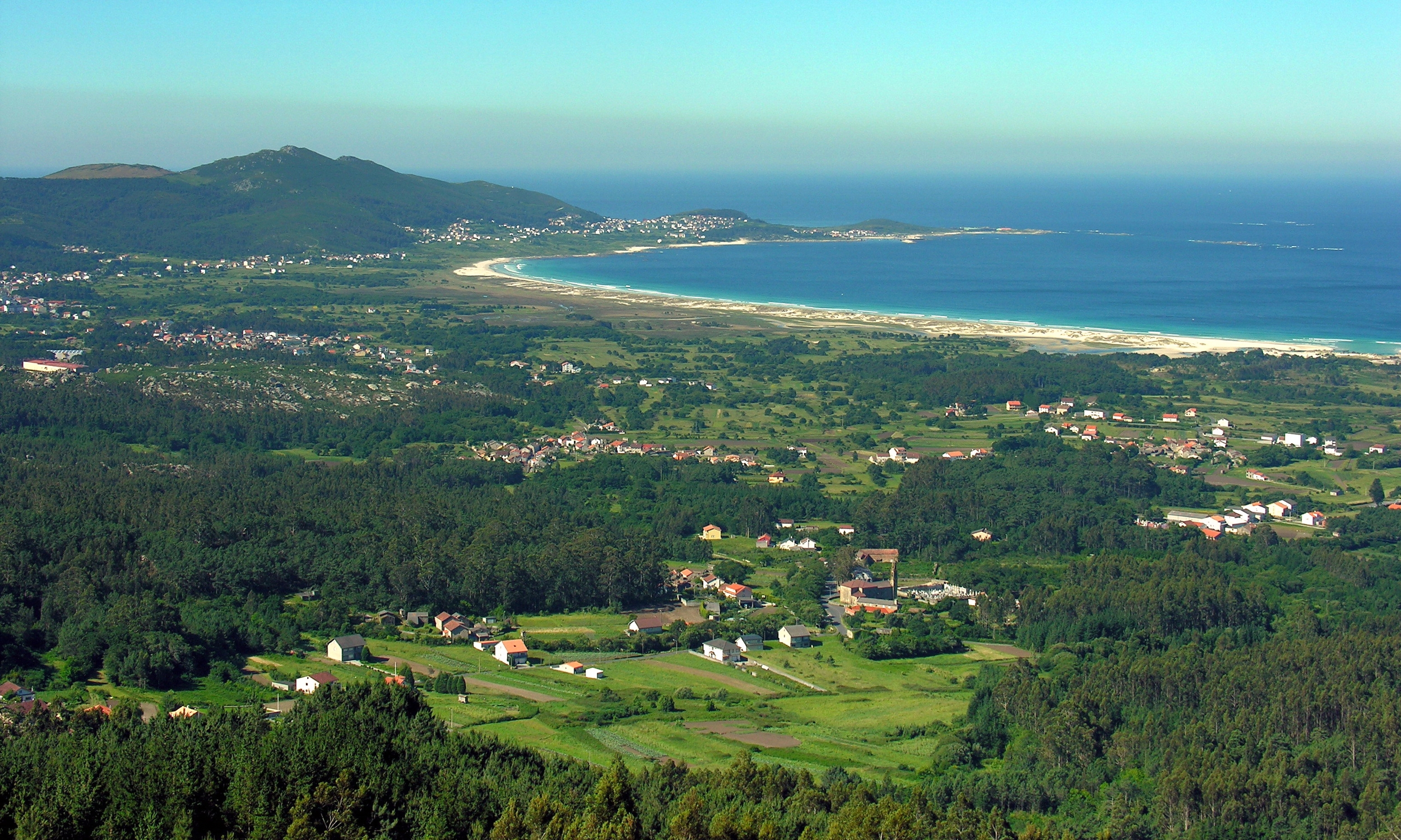
Praia de Carnota

Praia de Carnota ist ein Strand an der Costa da Morte in der Gemeinde Carnota in der Provinz A Coruña in Spanien. Mit seinen mehr als sieben Kilometern Länge ist er der längste Strand in Galicien.
Bei Ebbe ist der Strand an einigen Stellen mehr als 500 Meter breit. An seiner inneren Strandlagune und den zugehörigen Sümpfen lebt eine Vielzahl an Zugvögeln. Das Areal ist allerdings besonders gefährdet durch die Folgen der Ölpest durch den 2002 gesunkenen Öltanker Prestige, die in den letzten Jahren zu einer merklichen Verschlechterung der ökologischen Bedingungen geführt hat.
Der Strand von Carnota bildet mit dem Monte Pindo auf der Nordseite der Bucht ein Naturschutzgebiet im Netz von Natura 2000. Das Gebiet ist insgesamt 4629 Hektar groß und erstreckt sich über die concellos von Carnota, Mazaricos, Cee und Dumbría zwischen der Ría von Corcubión im Norden und der Ría de Muros e Noia.

## Galerie

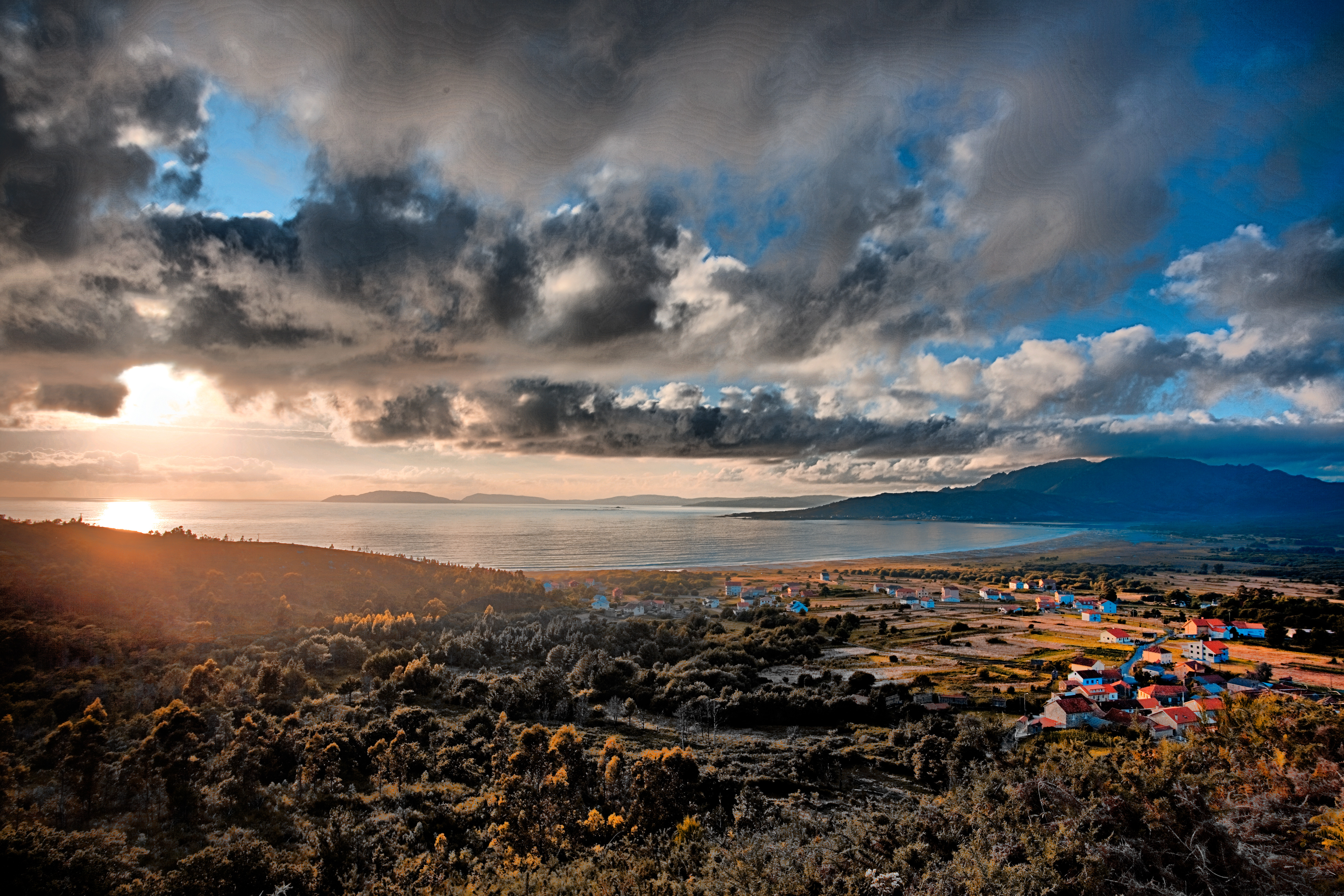
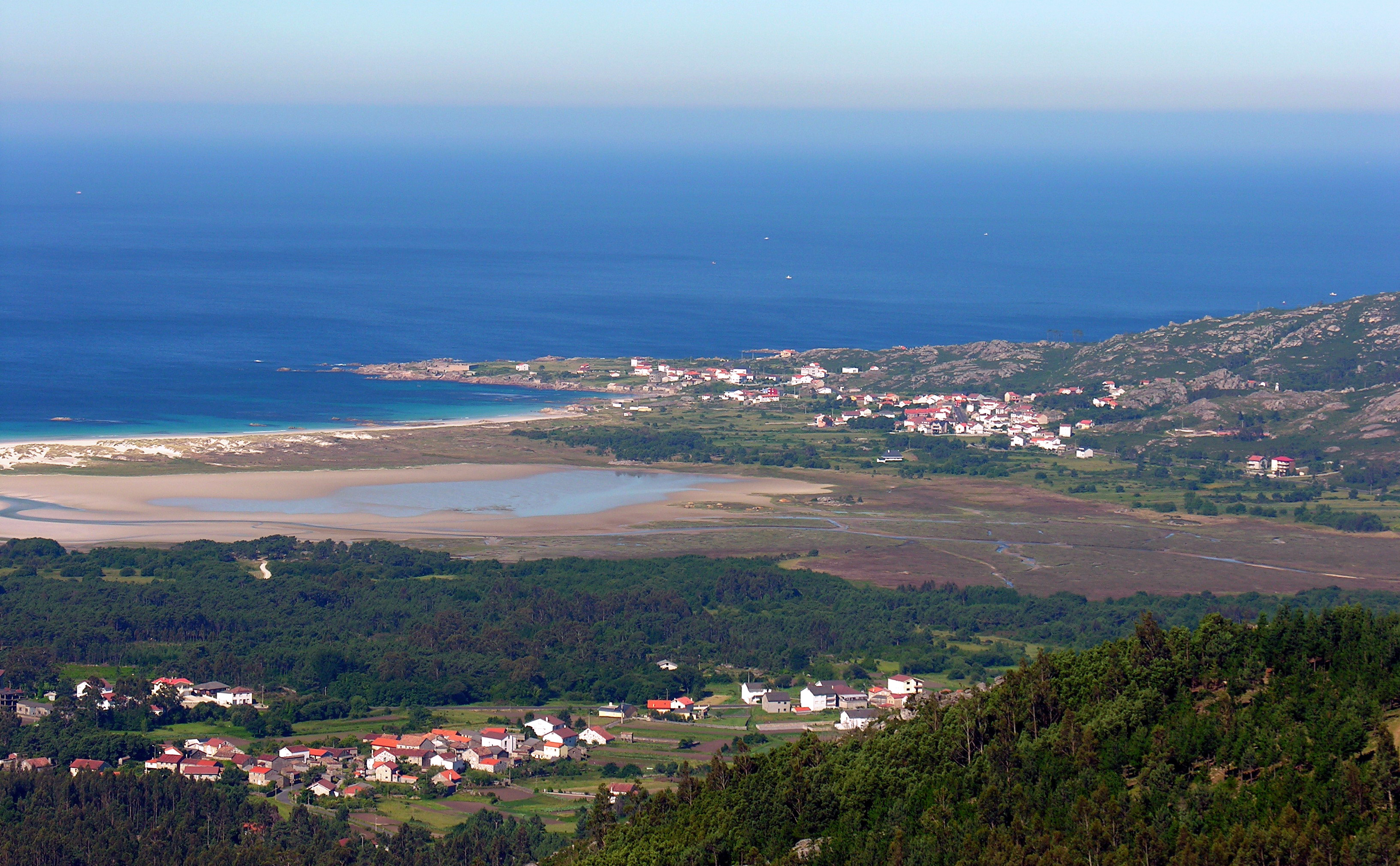
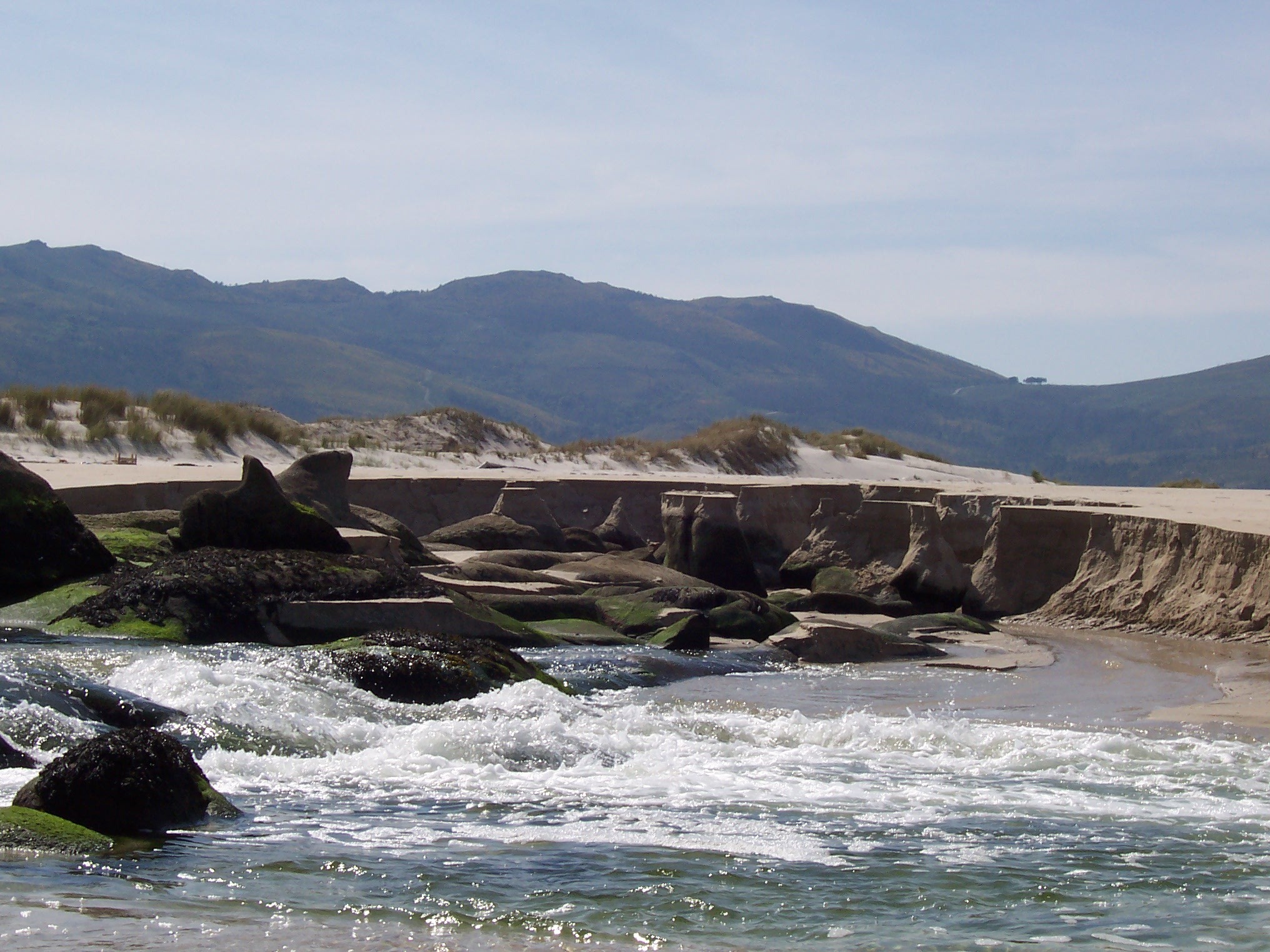
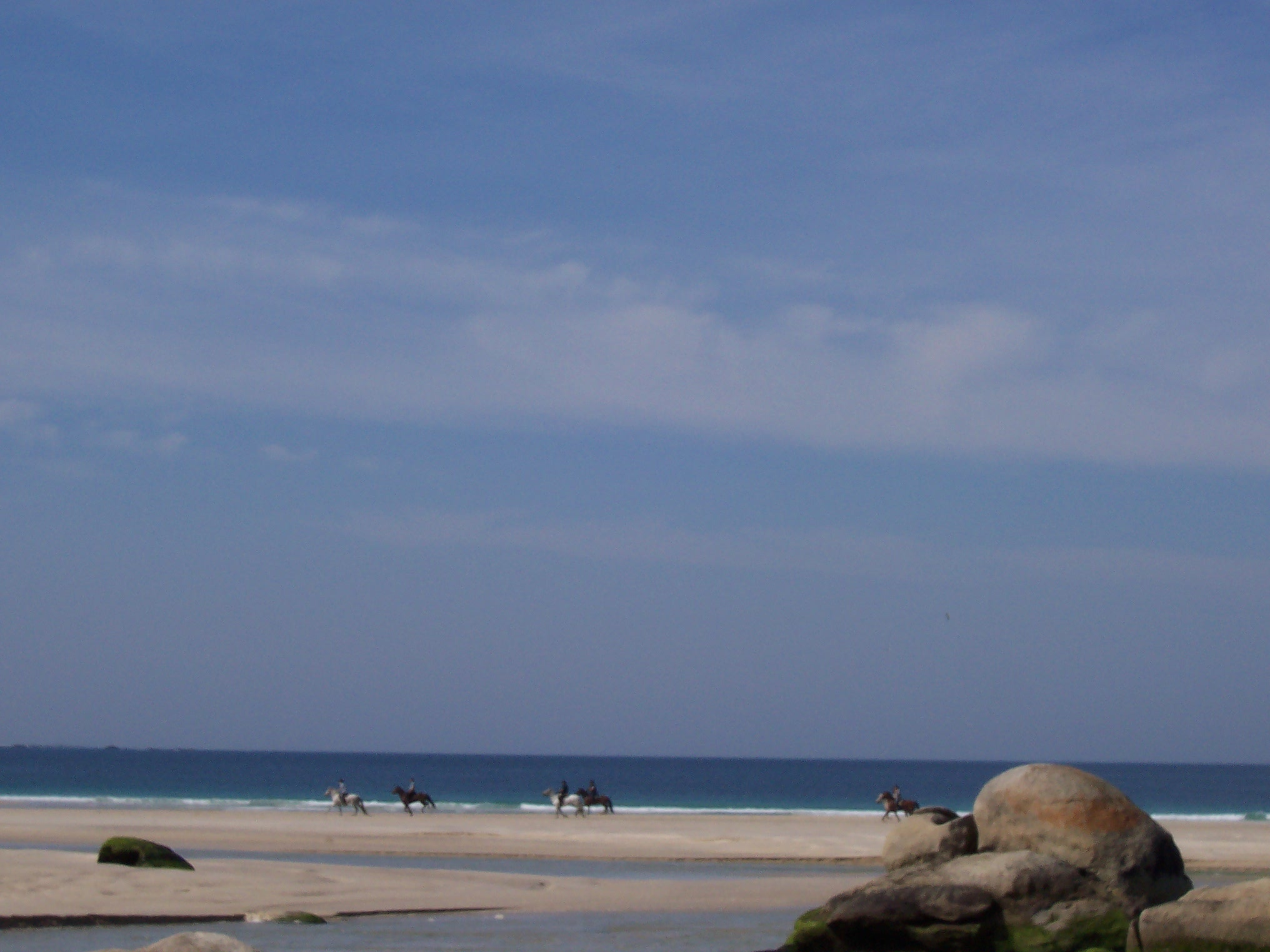
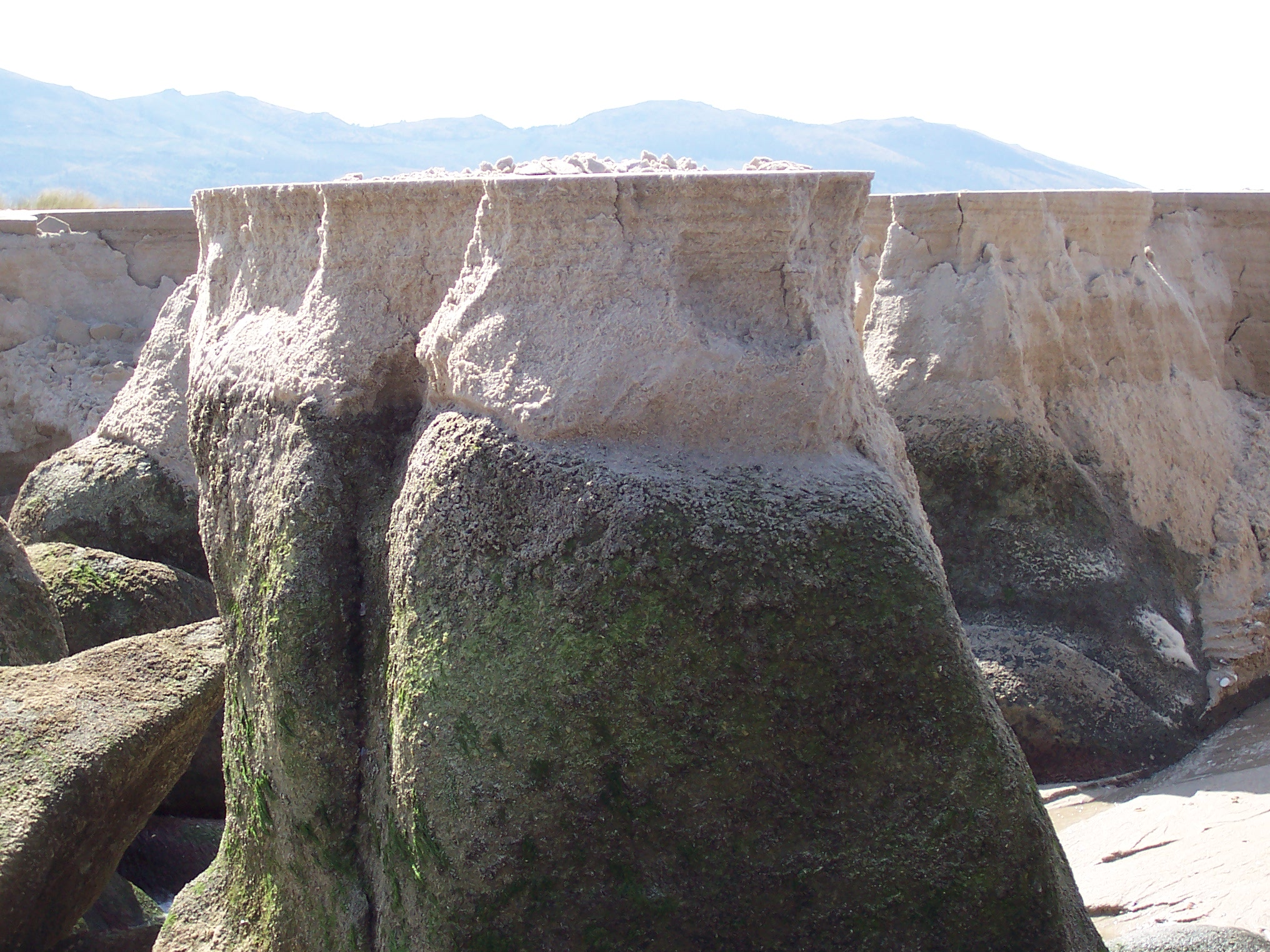